# طيبة الاسم (حماة)
طيبة الاسم قرية سورية تتبع ناحية صوران في منطقة مركز حماة في محافظة حماة. بلغ عدد سكانها 463 نسمة في عام 2004 حسب إحصاء المكتب المركزي للإحصاء، وسكانها من العرب السُّنّة.

## التاريخ
كانت أراضي قرية طيبة الاسم مملوكة لشيخ من قبيلة المَوَالي، لكن الأخير باعها لآل العظم في أواخر القرن التاسع عشر سنة 1880. إذ كان آل العظم من العائلات الإقطاعية البارزة في حماة آنذاك.
في يوم 27 ويوم 28 أيار (مايو) سنة 2013، تعرَّضت القرية لحملة من القصف العنيف الذي شنّتها قوات نظام الأسد عليها بعد تمكُّن الجيش السوري الحر من تحريرها حيث استهدفتها بالطيران والقنابل، وسُجل سقوط أكثر من 600 قذيفة خلال 48 ساعة، بالإضافة إلى عشرات الغارات الجوية، وقد تسبَّبت هذه الحملة في تهدُّم عدد كبير من المنازل واحتراق آلاف الدونمات من الأراضي الزراعية في المنطقة، هذا ويُذكر أن أهالي طيبة الاسم كانوا قد خرجوا من قريتهم قبل حوالي الشهر من ذلك خوفًا من بطش نظام. وفي يوم 29 أيار 2013، وثَّق مجلس قيادة الثورة في حماة قيام قوات نظام الأسد باستهداف حافلة مدنيَّة في القرية بالرصاص الحيّ، ما أدى إلى مقتل شخصين.

## وصلات خارجية
- الوحدات الإدارية في محافظة حماة